# Hervé This

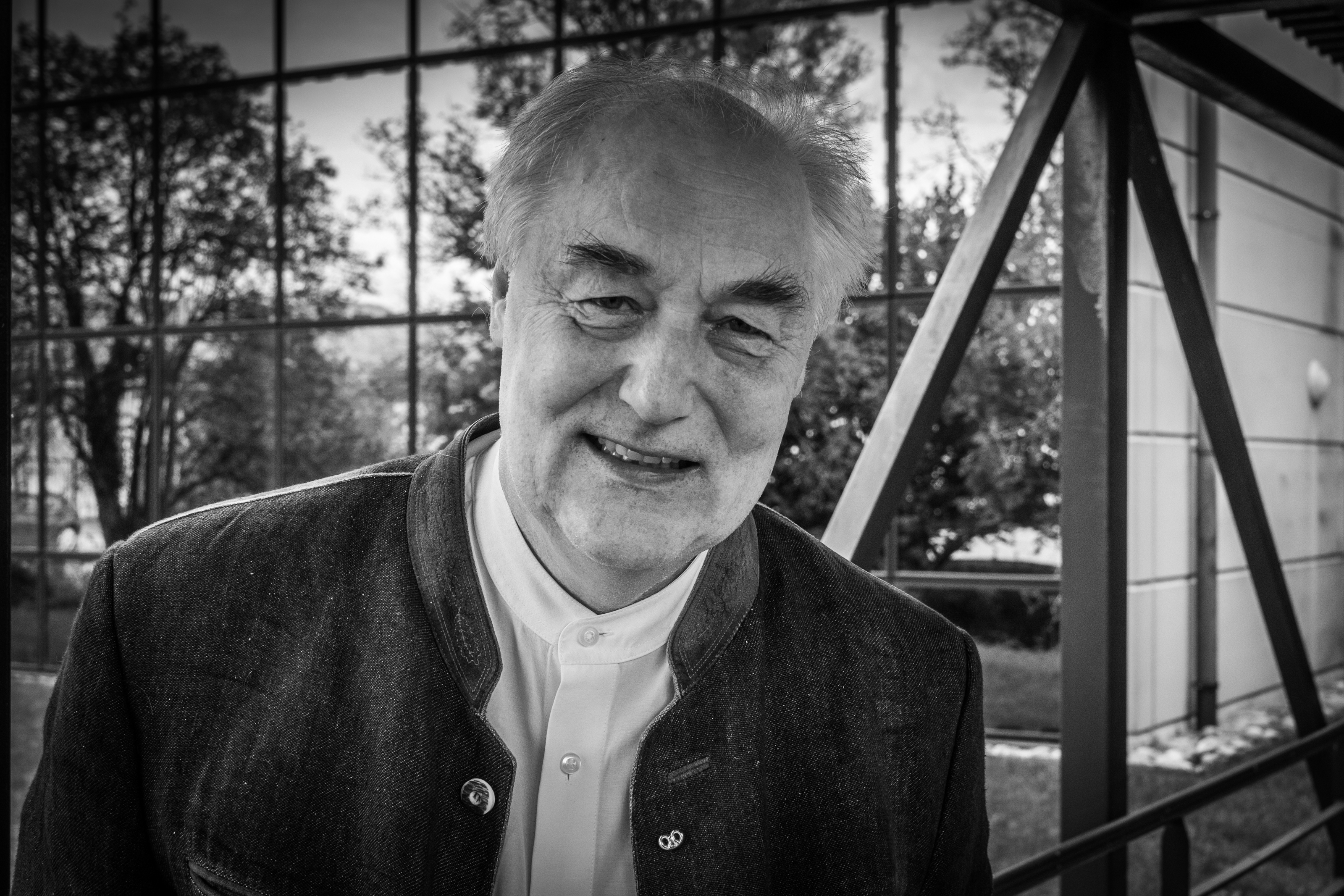
Hervé This

Hervé This (Suresnes, 5 juni 1955) is een Frans fysisch chemicus. Hij onderzoekt de natuurkundige en scheikundige grondslagen van de kookkunst, en gebruikt daarvoor de uitdrukking ”moleculaire gastronomie”. In 1988 startte hij samen met Nicholas Kurti een serie internationale workshops over dit onderwerp.
This doet onderzoek aan het Collège de France in Parijs en doceert aan de Faculté des sciences et des techniques in Tours en is plaatsvervangend hoofdredacteur van het tijdschrift Pour la Science.